# أليكسيا يوليانا (أميرة هولندية)
الأميرة أليكسيا يوليانا (بالهولندية: Alexia Juliana Marcela Laurentien) (ولدت 26 يونيو 2005) هي الابنة الثانية لملك هولندا فيليم ألكساندر وزوجته ماكسيما. الأميرة أليكسيا هي عضو في البيت الملكي الهولندي والثانية في خط الخلافة على العرش الهولندي.